# Nils Täpp
Nils Bertil Täpp (Malung, 27 ottobre 1917 – Malung, 23 ottobre 2000) è stato un fondista svedese.

## Biografia
Ai V Giochi olimpici invernali di Sankt Moritz 1948 fu settimo nella 18 km e vinse la staffetta 4x10 km in compagnia di Gunnar Eriksson, Nils Östensson e Martin Lundström. con il tempo di 2:32:08. Vinse nuovamente la medaglia d'oro nella staffetta 4x10 km, insieme a Martin Lundström, Karl-Erik Åström ed Enar Josefsson, ai successivi Mondiali di Lake Placid 1950. Ai VI Giochi olimpici invernali di Oslo 1952 vinse il bronzo nella staffetta con sempre con Lundström (l'unico atleta che gli fu accanto in tutte e tre le medaglie vinte in questa specialità), Sigurd Andersson e Josefsson; questa volta il loro tempo fu 2:24:13.

## Palmarès

### Olimpiadi
- 2 medaglie, valide anche ai fini iridati:
  - 1 oro (staffetta a Sankt Moritz 1948)
  - 1 bronzo (staffetta a Oslo 1952)

### Mondiali
- 1 medaglia, oltre a quelle conquistate in sede olimpica e valide anche ai fini iridati:
  - 1 bronzo (staffetta a Lake Placid 1950)